# Constantin Gheorghe
Constantin Gheorghe (n. 18 februarie 1951) este un fost senator român în legislatura 2004-2008 ales în județul Suceava pe listele partidului PUR-SL, care s-a transformat în PC. În mai 2007, Constantin Gheorghe devine membru PD. În cadrul activității sale parlamentare, Constantin Gheorghe a fost membru în grupurile parlamentare de prietenie cu Ungaria, Regatul Spaniei și Republica Peru. Senatorul Constantin Gheorghe a înregistrat 281 de luări de cuvânt în 143 de ședințe parlamentare și a inițiat 14 propuneri legislative, din care 4 au fost promulgate legi. Senatorul Constantin Gheorghe a fost membru în următoarele comisii:
- Comisia juridică, de numiri, disciplină, imunități și validări (din sep. 2007)
- Comisia pentru cultură, artă și mijloace de informare în masă (iun. 2007 - sep. 2008)
- Comisia pentru egalitatea de șanse (iun. - sep. 2007)
- Comisia pentru cultură, artă și mijloace de informare în masă (feb. - iun. 2007)
- Comisia economică, industrii și servicii (până în feb. 2007) - Vicepreședinte (din feb. 2005)
- Comisia pentru administrație publică, organizarea teritoriului și protecția mediului (până în oct. 2005)

Gheorghe Constantin a fost arbitru de fotbal.